# Aeroportul Wamena
Aeroportul Wamena (IATA: WMX, ICAO: WAJW) este un aeroport din Wamena, Jayawijaya⁠(d), Highland Papua⁠(d), Indonezia ce deservește zona Wamena. Aeroportul a fost tranzitat în 2017 de 401.068 de pasageri. A fost numit după zona deservită.
Situat la o altitudine de 1.549 m, aeroportul dispune de o singură pistă.